# Joe Hamood
Joseph Hamood, detto Joe (7 settembre 1943 – Dearborn, 19 agosto 1970), è stato un cestista statunitense, professionista nella ABA.